# 张崇 (五代十国)
张崇（?—?），慎县（今安徽肥东东北）人，五代十国政治人物。
唐朝末年，因为骁勇隶属于军籍，随杨行密征战，有战功。吴国建立，官至庐州观察使。天祐三年（906年），领兵平定光州守将王言叛乱，以功擢德胜军节度使。武义元年（919年）升安西大将军。后又调武宁军节度使，镇守庐州。居官贪纵不法，为害庐州百姓20余年。入觐广陵，百姓以为是改任，互相庆贺：“渠伊不复来矣！”他回来之后听说，计口征“渠伊钱”。次年，再次入觐，百姓不敢说话，于是捋髭相庆。他回来之后，又征“捋髭钱”。大和三年（931年）赐爵清河王。张崇七十二岁卒。